# Prytanis (Bildhauer)
Prytanis (altgriechisch Πρύτανις) war ein griechischer Bildhauer aus der hellenistischen Zeit.
Er ist nur durch seine Inschrift auf einer Marmorbasis bekannt, die bei Ausgrabungen bei Ialysos auf Rhodos im Umfeld des Tempels des Apollon Erethimios gefunden wurde. Die Basis befindet sich heute im Archäologischen Museum Rhodos.